# Real Madrid Baloncesto 2011-2012
Questa voce raccoglie le informazioni riguardanti il Real Madrid Baloncesto nelle competizioni ufficiali della stagione 2011-2012.

## Stagione
La stagione 2011-2012 del Real Madrid Baloncesto è la 56ª nel massimo campionato spagnolo di pallacanestro, la Liga ACB.

## Roster
Aggiornato al 11 novembre 2021.
| Real Madrid 2011-12 | Real Madrid 2011-12 |
| Giocatori           | Staff tecnico       |
| ------------------- | ------------------- |

| N. | Naz.                                                  | Ruolo | Nome              | Anno | Alt.   | Peso   |  |
| -- | ----------------------------------------------------- | ----- | ----------------- | ---- | ------ | ------ |  |
| 4  | Croazia (bandiera)                                    | C     | Ante Tomić        | 1987 | 217 cm | 118 kg |  |
| 5  | Spagna (bandiera)                                     | G     | Rudy Fernández    | 1985 | 196 cm | 85 kg  |  |
| 6  | Spagna (bandiera)                                     | P     | Jorge Sanz        | 1993 | 188 cm | 80 kg  |  |
| 7  | Lituania (bandiera)                                   | AP    | Martynas Pocius   | 1986 | 197 cm | 90 kg  |  |
| 8  | Spagna (bandiera)                                     | A     | Carlos Suárez     | 1986 | 203 cm | 104 kg |  |
| 9  | Spagna (bandiera)                                     | AC    | Felipe Reyes (C)  | 1980 | 204 cm | 112 kg |  |
| 12 | Montenegro (bandiera) · Spagna (bandiera)             | AG    | Nikola Mirotić    | 1991 | 208 cm | 105 kg |  |
| 13 | Spagna (bandiera)                                     | P     | Sergio Rodríguez  | 1986 | 191 cm | 88 kg  |  |
| 14 | Serbia (bandiera)                                     | AG    | Novica Veličković | 1986 | 205 cm | 109 kg |  |
| 16 | Bosnia ed Erzegovina (bandiera) · Slovenia (bandiera) | C     | Mirza Begić       | 1985 | 216 cm | 118 kg |  |
| 20 | Stati Uniti (bandiera)                                | G     | Jaycee Carroll    | 1983 | 188 cm | 84 kg  |  |
| 22 | Stati Uniti (bandiera)                                | A     | Kyle Singler      | 1988 | 203 cm | 103 kg |  |
| 23 | Spagna (bandiera)                                     | G     | Sergio Llull      | 1987 | 190 cm | 94 kg  |  |
| 24 | Rep. del Congo (bandiera) · Spagna (bandiera)         | C     | Serge Ibaka       | 1989 | 208 cm | 106 kg |  |
| -  | Spagna (bandiera)                                     | AP    | Dani Díez         | 1993 | 201 cm | 91 kg  |  |

| Allenatore                                                                         |
| - Pablo Laso                                                                       |
| Assistente/i                                                                       |
| - Jota Cuspinera - Hugo López Legenda - (C) Capitano - (IN) Inattivo - Infortunato |

## Mercato

### Sessione estiva
| Acquisti | Acquisti        | Acquisti            | Acquisti   | Acquisti |
| R.a      | Nome            | da                  | Modalità   |          |
| -------- | --------------- | ------------------- | ---------- | -------- |
| AP       | Martynas Pocius | Žalgiris Kaunas     | definitivo |          |
| G        | Jaycee Carroll  | Gran Canaria        | definitivo |          |
| G        | Rudy Fernández  | Portland T. Blazers | definitivo |          |

| Cessioni | Cessioni               | Cessioni       | Cessioni          | Cessioni |
| R.       | Nome                   | a              | Modalità          |          |
| -------- | ---------------------- | -------------- | ----------------- | -------- |
| P        | Pablo Prigioni         | Saski Baskonia | fine contratto    |          |
| AP       | Sergi Vidal            | San Sebastián  | fine contratto    |          |
| G        | Clay Tucker            | Virtus Roma    | fine contratto    |          |
| C        | D'or Fischer           | Bilbao Berri   | fine contratto    |          |
| C        | Víctor Arteaga         | Real Madrid B  | prestito          |          |
| AG       | Pablo Aguilar Bermúdez | Saragozza      | riscatto prestito |          |

### Dopo l'inizio della stagione
| Acquisti | Acquisti       | Acquisti         | Acquisti         | Acquisti      |
| R.       | Nome           | da               | Data             | Modalità      |
| -------- | -------------- | ---------------- | ---------------- | ------------- |
| C        | Serge Ibaka    | Oklahoma Thunder | 25 ottobre 2011  | definitivo    |
| A        | Kyle Singler   | Alicante         | 30 novembre 2011 | definitivo    |
| C        | Víctor Arteaga | Real Madrid B    | febbraio 2012    | fine prestito |

| Cessioni | Cessioni       | Cessioni         | Cessioni         | Cessioni       |
| R.       | Nome           | a                | Data             | Modalità       |
| -------- | -------------- | ---------------- | ---------------- | -------------- |
| C        | Serge Ibaka    | Oklahoma Thunder | 6 dicembre 2011  | fine contratto |
| G        | Rudy Fernández | Denver Nuggets   | 10 dicembre 2011 | fine contratto |
| C        | Víctor Arteaga | Valladolid       | febbraio 2012    | prestito       |